# ماريو جارديلي
ماريو جارديلي (ولد في عام 1908 ، تاريخ وفاته غير معروف) كان حكم كرة قدم برازيلي.

## مساره مهنته
استولى جارديلي على تحكيم المباريات الرئيسية التالية: 
- 1949 بطولة أمريكا الجنوبية (خمسة مباريات) [3]
- كأس العالم لكرة القدم 1950 (مباراة واحدة) [4]